# So Close (película)
So Close (en chino tradicional, 夕陽天使; en chino simplificado, 夕阳天使; Chik yeung tin see) es una película cinematográfica de 2002 de temática de acción-aventura de Hong Kong dirigida por Corey Yuen y con un reparto encabezado por Shu Qi, Karen Mok y Zhao Wei. El título en inglés es una derivación de la canción Close to You de The Carpenters, que tiene un papel prominente en la película.

## Sinopsis
Dos jóvenes hermanas, Lynn y Sue, son talentosas asesinas a sueldo, diestras en artes marciales, pistolas y hackeo de sistemas corporativos, mientras Lynn, quien es la mayor, hace el trabajo de campo y de jalar el gatillo, Sue la hermana menor se hace cargo de manejar los complejos sistemas y la vigilancia, juntas logran penetrar en la seguridad física y virtual de cualquier empresa, con tal de alcanzar y liquidar a sus víctimas, usualmente empresarios de alto nivel con negocios sucios a sus espaldas; en contraparte esta la detective Kong Yat Hung, una policía muy astuta y bien entrenada que recientemente volvió de EE.UU y toma parte en el caso para detener al "angel de las computadoras", quien fue capaz de penetrar toda la seguridad corporativa, asesinar al jefe, dejar a los guardias con vida y escapar sin dejar rastros de si en la escena o en las cámaras de vigilancia, la aparición de Hung dará un giro inesperado a la misión de las hermanas.

## Reparto
- Shu Qi – Chen Ai Lin
- Zhao Wei – Chen Ai Quan
- Karen Mok – Kong Yat-Hung
- Song Seung Heon – Yen
- Yasuaki Kurata
- Deric Wan
- Michael Wai – Siu-Ma
- Wan Siu-Lun
- Bill Chan
- Lam Ki Yan
- Josephine Ho
- Lam Sheung Mo
- May Kwong – May
- Henry Fong
- Paw Hee-ching
- Leo Ku